# Dom Stu Balkonów w Krakowie
Dom Stu Balkonów – zabytkowy modernistyczny budynek mieszkalny, powstały w latach 1959-1962 przy ul. Retoryka 4 w Krakowie, zaprojektowany przez Bohdana Lisowskiego. Obiekt wpisany na Małopolską Listę Dóbr Kultury Współczesnej.
Budynek zaprojektowano w latach 1957–1958. Obiekt został wpisany w pierzeję ulicy, w sąsiedztwo kamienic z końca XIX w. oraz z okresu międzywojennego. Obiekt ten powstały dla lokatorskiej spółdzielni mieszkaniowej, charakteryzuje się podwyższonym standardem wykonania, a także oryginalnością rozwiązań projektowych w porównaniu ze standardowym budownictwem wielorodzinnym z tamtego okresu. Elewacja od strony ul. Retoryka, ze względu na wiele wysuniętych przed lico budynku balkonów przyczyniła się do nadania budynkowi nazwy – „Dom stu balkonów”, nazwa ta jednak nie odzwierciedla liczby balkonów po tej stronie budynku. Obiekt posiada również drugą fasadę od strony dziedzińca. Elewacja frontowa posiada szachownicowy układ balkonów, posiadających pionowe laskowanie oraz szybę. Elewacja od strony dziedzińca jest uproszczona, posiada płytsze i dłuższe balkony. Budynek ze względu na podmokłość terenu, postawiono na palach. Budowla oparta jest także o konstrukcję szkieletową, a także konstrukcję ceglaną. Budynek składa się z trzech sekcji po trzy mieszkania na piętrze. Posiada wysokie podcienia łączące ulicę z dziedzińcem.